# 山形市立金井中学校
山形市立金井中学校（やまがたしりつ かないちゅうがっこう）は、山形県山形市にある公立中学校。略称は「金井中」（かないちゅう）。

## 概要
山形市金井地区を学区とする中学校。その為、金井小出身者が大半（一部第九小学区も含まれる）。学区が広く、隣の山辺町の中学校の方が近いという生徒も中にはいる。

## 生徒数
| 年度 | 男子 | 女子 | 計  |
| ---- | ---- | ---- | --- |
| 2009 | 206  | 191  | 397 |
| 2008 | 187  | 189  | 376 |
| 2007 | 193  | 193  | 386 |
| 2006 | 202  | 181  | 383 |
| 2005 | 197  | 181  | 378 |
| 2004 | 208  | 190  | 398 |
| 2003 | 198  | 188  | 386 |
| 2002 | 219  | 203  | 422 |

## 沿革
- 1947年5月3日 - 東村山郡金井村立金井中学校として開校
- 1954年10月1日 - 市町村合併により、山形市立金井中学校となる

## 部活動
- 文化部　
  - 吹奏楽部、美術部、総合文化部
- 運動部 
  - 野球部、陸上競技部、硬式テニス部、卓球部、男子バレーボール部、女子バレーボール部、男子バスケ部、女子バスケ部、外部活動部、柔道部、剣道部

## 著名な出身者
- 高梨健太 - 東京五輪2020バレーボール男子日本代表[2]

- 手塚大 - バレーボール選手
- 前田悟 - プロバスケットボール選手[3]
- 阿部義晴 - アーティスト
- 田中萌 - テレビ朝日アナウンサー
- 大泉周也 - プロ野球選手

## 所在地
- 山形県山形市陣場3丁目12-25

JR東日本 左沢線 東金井駅より徒歩5分